# Asteron
Genre
Asteron est un genre d'araignées aranéomorphes de la famille des Zodariidae.

## Distribution
Les espèces de ce genre sont endémiques d'Australie.

## Liste des espèces
Selon World Spider Catalog (version 17.5, 16/10/2016) :
- Asteron biperforatum Jocqué & Baehr, 2001
- Asteron grayi Jocqué & Baehr, 2001
- Asteron hunti Jocqué & Baehr, 2001
- Asteron inflatum Jocqué & Baehr, 2001
- Asteron quintum Jocqué & Baehr, 2001
- Asteron reticulatum Jocqué, 1991
- Asteron tasmaniense Jocqué & Baehr, 2001
- Asteron zabkai Jocqué & Baehr, 2001

## Publication originale
- Jocqué, 1991 : A generic revision of the spider family Zodariidae (Araneae). Bulletin of the American Museum of Natural History, no 201, p. 1-160 (texte intégral).